# Майер, Отто (политик)
Отто Майер (нем. Otto Meier; 3 января 1889, Магдебург — 10 апреля 1962, Потсдам) — немецкий политик, социал-демократ.
В 1911 году Майер вступил в Социал-демократическую партию Германии, в 1917 году перешёл в Независимую социал-демократическую партию Германии и в 1922 году вернулся в СДПГ. В 1921—1933 годах Майер состоял депутатом прусского ландтага. При национал-социалистах Майер неоднократно попадал под наблюдении полиции и находился под арестом. 15 июня 1945 года Майер принял участие в создании центрального комитета СДПГ, который возглавил Отто Гротеволь, и подписал воззвание к восстановлению СДПГ. В 1945—1946 годах Майер работал на должности главного редактора органа СДПГ Das Volk («Народ»). В 1946 году на 40-м съезде СДПГ Майер стал одним из сорока будущих членов правления СЕПГ. Майер избирался на должность председателя второго и последнего до объединения Германии в 1990 году ландтага Бранденбурга.
Отто Майер является почётным гражданином Потсдама. Похоронен в Мемориале социалистов на Центральном кладбище Фридрихсфельде.